# Caenohalictus gaullei
Caenohalictus gaullei är en biart som först beskrevs av Joseph Vachal 1903.  Caenohalictus gaullei ingår i släktet Caenohalictus och familjen vägbin. Inga underarter finns listade.